# Amur-Klasse (1898)
Die beiden Minenleger der Amur-Klasse waren die ersten für den Zweck gebauten, hochseefähigen Minenleger der Welt. Sie wurden 1898 bis 1901 für die Kaiserlich Russische Marine gebaut. Im Russisch-Japanischen Krieg von 1904/05 gehörten beide Schiffe zum Pazifischen Geschwader in Port Arthur.
Jenissei wurde von einer eigenen Mine getroffen, als sie ein Minenfeld legen wollte, und sank schon zwei Tage nach Kriegsbeginn.
Amur wurde durch japanische Haubitzen im Dezember 1904 in Port Arthur versenkt. In einem von ihr gelegten Minenfeld sanken die japanischen Linienschiffe Hatsuse und Yashima.

## Baugeschichte
Die Minenleger der Amur-Klasse sollten ihre Minen bei hoher Geschwindigkeit abwerfen. Sie hatten ein deutlich überhängendes Heck mit Türen, die den Abwurf der Minen hinter den Schrauben erlaubten. Hinter den Abwurftoren befanden sich Schienen zu den Minenlagerräumen für bis zu 300 Minen.
Die Schiffe der Amur-Klasse waren in der Wasserlinie 91,4 m lang, waren bis zu 12,5 m breit und hatten einen Tiefgang von 5,5 m. Die Schiffe hatten zwei Pfahlmasten und einen Rammbug.
Zwei stehende Dreifachexpansionsdampfmaschinen trieben die beiden Schrauben an. Zwölf Belleville-Röhrenkessel produzierten den notwendigen Dampf. Die Maschinen leisteten 4.700 PSi und ermöglichten eine Höchstgeschwindigkeit von 18 kn. Die mitgeführten 400 Tonnen Kohle gaben eine Reichweite 2000 Seemeilen bei 10 kn.
Die Amur-Klasse war mit fünf 75-mm-L/50-Kanonen des Modells Canet 1892 bewaffnet, die ihre 4,9 kg schweren Geschosse bis zu 7850 m weit schießen konnten. Gut ausgebildete Bedienungen konnten bis zu 15 Schuss in der Minute abgeben.
Dazu waren noch sieben 47-mm-Hotchkiss-Kanonen installiert, die eine Reichweite von 1850 m hatten. Darüber hinaus gab es noch ein 381 mm-Torpedorohr und die Hauptbewaffnung bis zu 300 Minen.

## Einsatzgeschichte
Beide Schiffe, Jenissei und Amur, wurden von der Baltischen Werft in Sankt Petersburg gebaut. Die Kiellegung erfolgte 1898 und beide Schiffe wurden bis 1901 fertiggestellt. Beide wurden 1901 bis 1902 zum Pazifischen Geschwader entsandt und waren bei Beginn des Russisch-Japanischen Krieges in Port Arthur stationiert.

### Der frühe Verlust derJenissei

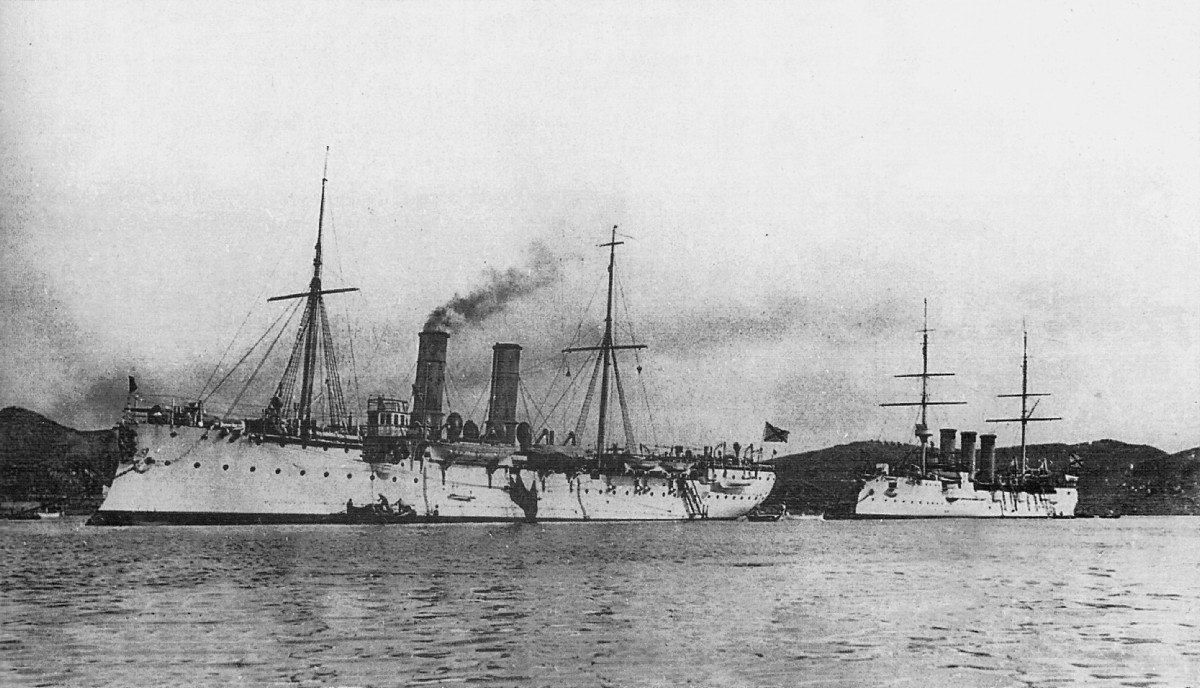
Minenleger Jenissei und der Kreuzer Bojarin in Port Arthur

Am 11. Februar 1904, zwei Tage nach dem japanischen Überfall auf Port Arthur, verlegte die Jenissei ein Minenfeld in der Bucht von Dalian, als eine der verlegten Minen sich nicht verankerte und auf das Schiff zutrieb. Beim Ausweichversuch lief Jenissei auf eine gerade verlegte Mine. Die folgende Explosion brachte weitere acht Minen auf den Schienen des Schiffes zur Detonation. Jenissei sank innerhalb von 20 Minuten, 100 Mann konnten nicht gerettet werden.
Der Geschützte Kreuzer Bojarin und vier Torpedoboote liefen zur Unglücksstelle, wo die Bojarin ebenfalls auf eine Mine der Jenissei lief. Der Treffer ließ den Maschinenraum volllaufen, und die Besatzung räumte den Kreuzer. Das Schiff schwamm weiter und wurde am nächsten Tag in der Bucht von Dalian an einer unzugänglichen Stelle angetrieben, so dass eine Bergung nicht mehr möglich war.

### Der Erfolg derAmur
Am Morgen des 15. Mai 1904 lief ein japanisches Geschwader unter Konteradmiral Nashiba Tokioki mit den Linienschiffen Hatsuse, Yashima und Shikishima sowie dem Kreuzer Kasagi und dem Torpedokanonenboot Tatsuta zur Aufklärung und Bombardierung Richtung Port Arthur. Sie liefen in ein Feld von 50 Minen, das die Amur am Abend zuvor in den üblichen Anmarschweg der Japaner gelegt hatte.

Um 10:50 Uhr lief die Hatsuse auf eine Mine, die eine Maschine und die Steuerung außer Gefecht setzte. Kurz darauf lief auch Yashima auf eine Mine, als sie der treibenden Hatsuse ausweichen musste. Um 11:30 Uhr ging die Kasagi längsseits der Hatsuse, deren Heck fast unter Wasser war und die 4° Schlagseite hatte. Als Kasagi eine Schlepptrosse übergeben hatte, erhielt die Hatsuse einen weiteren Minentreffer, der ihr Magazin zur Explosion brachte. Ihre Schornsteine fielen zusammen, der Hauptmast brach, und das obere Deck explodierte. In 1,5 Minuten sank das Schiff auf 38° 37′ N, 121° 20′ O.
Tatsuta und Kasagi konnten den Admiral, den Kapitän Nakao mit 21 weiteren Offizieren und 313 Mann retten. Aber 38 Offiziere und 458 Mann starben mit dem Schiff.

Auch die schwer getroffene Yashima, die von der Shikishima geschleppt wurde, konnte nicht über Wasser gehalten werden und sank am Nachmittag auf dem Weg zur koreanischen Küste auf 38° 34′ N, 121° 40′ O. Über 200 Mann ihrer Besatzung starben.
Am 15. Juni beschädigte sich die Amur durch eine Grundberührung erheblich. Sie verblieb im belagerten Port Arthur, obwohl ein weiterer Mineneinsatz nicht mehr in Betracht kam, da keine weiteren Minen zur Verfügung standen. Am 8. Dezember 1904 wurde die Amur im Trockendock von der japanischen Landartillerie mit 28-cm-Haubitzen schwer getroffen. Am 18. Dezember erhielt sie erneut über 30 Treffer. Die Japaner entfernten das Wrack aus dem Dock und brachen die Reste ab.

## Ersatzbauten

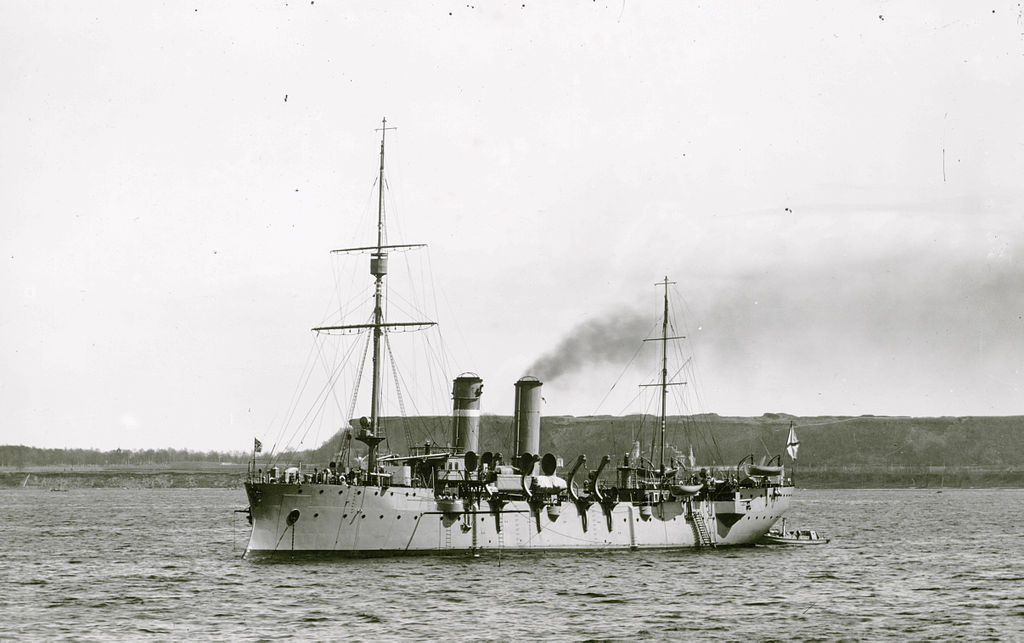
Die zweite Jenissei vor 1914

Noch während des Russisch-Japanischen Krieges wurden auf der Baltischen Werft in St. Petersburg zwei leicht modifizierte Ersatzbauten als Amur-Klasse begonnen, die dieselben Namen erhielten und im Ersten Weltkrieg in der Ostsee zum Einsatz kamen.